# Florin Felecan
Florin Felecan (Brașov, 7 aprile 1980) è uno scacchista rumeno.
È Maestro Internazionale di scacchi e vive a Evanston, nell'Illinois, dove si è trasferito il 17 luglio 1997 con la sua famiglia.
Ha partecipato al match Kasparov - Resto del mondo nel 1999, in qualità di analista ufficiale selezionato da MSN.
Ha un rating Elo di 2385 (marzo 2011), il suo massimo è stato di 2430 (novembre 2009-febbraio 2010).